# Волоконница звёздчатоспоровая
Волоко́нница звёздчатоспо́ровая (лат. Inócybe asteróspora) — вид грибов, входящий в род Волоконница (Inocybe) семейства Волоконницевые (Inocybaceae).
Один из ядовитых видов рода, содержащих мускарин.

## Описание
Плодовые тела шляпконожечные. Шляпка у взрослых грибов 3—5(7) см в диаметре, у молодых грибов ширококонической формы, затем раскрывается до ширококолокольчатой и уплощённой, с бугорком в центре, часто с приподнятым к старости краем. Поверхность радиально-волокнистая, у взрослых грибов радиально растрескавшаяся, обнажая мякоть, окрашенная в тёмно-бурые тона, реже желтовато-бурая.
Мякоть шляпки беловатая, в ножке — коричневатая, с неприятным землистым или затхлым запахом.
Пластинки гименофора узко-приросшие к ножке до слабо нисходящих, с пластиночками, у молодых грибов беловато-сероватые, с возрастом становятся буроватыми и грязно-, иногда оливково-бурыми.
Ножка 6—9(13) см длиной и 4—8 мм толщиной, буроватая, по всей поверхности опушённая каулоцистидами (наиболее заметно у молодых грибов в верхней части), цилиндрическая, в основании с резко ограниченным белым клубеньком.
Споровый отпечаток табачно-коричневого цвета. Споры 9—12(14)×(6)8—10(12) мкм, угловато-звёздчатые. Базидии четырёхспоровые, булавовидные, 28—32×9—11 мкм. Хейлоцистиды и плевроцистиды бутылковидной или булавовидной формы, с кристаллами на верхушке. Каулоцистиды сходные, на всём протяжении ножки.

### Сходные виды
Волоконница звёздчатоспоровая — один из немногих видов рода, определение которого сравнительно просто. Наиболее характерными признаками вида являются чётко ограниченный приплюснутый клубенёк в основании тонкой длинной ножки и угловато-звёздчатые споры. Inocybe pseudoasterospora Kühner & Boursier, 1932 — очень близкий вид, отличимый только по отсутствию каулоцистид. Inocybe margaritispora (Berk.) Sacc., 1887 — Волоконница жемчужноспоровая — отличается более светлой желтоватой шляпкой. Inocybe napipes J.E.Lange, 1917 — Волоконница реповидноногая — отличается наличием быстро исчезающих остатков кортины по краям шляпки, небольшим не сплюснутым луковковидным утолщением в основании ножки, а также бородавчатыми спорами и отсутствием каулоцистид.

## Ареал и экология
Широко распространённый в Евразии и Северной Америке вид, встречающийся довольно часто. Образует микоризу с лиственными деревьями (дуб, бук, каштан, берёза, граб), реже — с хвойными (ель, сосна).

## Систематика

### Синонимы
- Agaricus asterosporus (Quél.) Pat., 1886
- Astrosporina asterospora (Quél.) Rea, 1922
- Clypeus asterosporus (Quél.) P.Karst., 1889
- Inocybe napipes sensu J.Favre, 1955